# Malisheva
Malisheva (albanisch auch Malishevë, serbisch Малишево Mališevo) ist eine Ortschaft im südwestlichen Zentrum des Kosovo und bildet den Verwaltungssitz der ländlich geprägten gleichnamigen Gemeinde.

## Geschichte
Der Ort wurde bereits zur Eisenzeit mit einer Burganlage befestigt, welche auch während der Antike existierte. Zur Zeit des Römischen Reiches befand sich hier eine größere Siedlung. In der Nähe fand man mehrere Nekropolen mit Hügelgräbern, im Ersten Weltkrieg tätigten österreichische Forscher hier die ersten archäologischen Ausgrabungen im Kosovo.
Nach der Eroberung Kosovos durch das Königreich Serbien richtete die serbische Regierung eine Militärverwaltung vor Ort ein, wobei Malisheva Teil der Gemeinde Dragobilje (heute Dragobil) wurde.
Bereits von 1960 bis 1965 war Malisheva Sitz einer eigenständigen Gemeinde. 1986 wurde aus Teilen der Großgemeinden Orahovac, Suva Reka, Klina und Glogovac erneut die Großgemeinde Mališevo gebildet, 1991 wurde dieser Vorgang offiziell rückgängig gemacht. De facto aber blieb die Großgemeinde im kosovo-albanischen Parallelstaat, der sich während der 1990er Jahre entwickelte, bestehen. 2002 hat die Regierung im Kosovo den offiziellen Status von Malisheva als eigenständige Großgemeinde bestätigt.

## Bevölkerung
In Malisheva selbst leben gemäß 2011 durchgeführter Volkszählung 3395 Personen, davon sind 3375 (99,41 %) Albaner.
| Zensus    | 1919  | 1948  | 1953  | 1961         | 1971          | 1981        | 1991  | 2011          |
| --------- | ----- | ----- | ----- | ------------ | ------------- | ----------- | ----- | ------------- |
| Einwohner | 257   | 427   | 486   | 643          | 1097          | 1447        | 2656  | 3395          |
| Albaner   | k. A. | k. A. | k. A. | 638(99,22 %) | 1072(97,72 %) | 1447(100 %) | k. A. | 3375(99,41 %) |

## Persönlichkeiten
- Fatmir Limaj (* 1971), Politiker